# Новошинский сельсовет (Лотошинский район)
Новошинский сельсовет — упразднённая административно-территориальная единица, существовавшая на территории Московской губернии и Московской области до 1954 года.
Новошинский сельсовет был образован в первые годы советской власти. По данным 1922 года он входил в состав Лотошинской волости Волоколамского уезда Московской губернии.
По данным 1926 года в состав сельсовета входили 2 населённых пункта — Новошино и Карлово.
В 1929 году Новошинский с/с был отнесён к Лотошинскому району Московского округа Московской области. При этом к нему был присоединён Туровский с/с.
17 июля 1939 года к Новошинскому с/с было присоединено селение Гаврилово упразднённого Гавриловского с/с. 4 октября к Новошинскому с/с было присоединено селение Шапкино упразднённого Нововасильевского с/с.
28 декабря 1951 года селение Карлово было передано из Новошинского с/с в Звановский с/с, а селения Малеево и Шапкино — в Федосовский с/с. Одновременно из Федосовского с/с в Новошинский были переданы селения Макарово и Ошенево.
14 июня 1954 года Новошинский с/с был упразднён, а его территория была объединена с территорией Федосовского с/с в новый Нововасильевский с/с.